# Front breaking
「Front breaking」（フロント・ブレイキング）は、林原めぐみの36枚目のシングル。 2009年2月18日にスターチャイルドから発売された（KICM-1268）。

## 概要
林原めぐみの2009年第1弾シングル。前作に続き、テレビアニメ『スレイヤーズ』シリーズ（AT-X放送）の主題歌シングルであり、収録曲はそれぞれ『スレイヤーズEVOLUTION-R』のオープニングテーマおよびエンディングテーマ。
作詞を林原めぐみ自身（MEGUMI名義）、楽曲製作を佐藤英敏、五島翔、矢吹俊郎らがそれぞれ手掛ける（林原曰く、「おなじみのメンバー」）。この楽曲の後、佐藤英敏が手掛ける楽曲は2020年にリリースされた『スレイヤーズMEGUMIXXX』に収録されている「two thumbs up!」まで無い。
初回生産分のみデジパック仕様。ジャケットは、前作「Plenty of grit」のジャケットを林原自身が破り出てくるものとなっており、タイトルの訳（前の破壊）にかけられている。
前作と同じく、キングレコード（主にスターチャイルドレコード）所属の後輩声優の番組にメッセージを送る宣伝が展開された。また、JR東日本・秋葉原駅では看板広告が設置された（なお、広告には一部修正の跡があった）。
当初、2009年2月4日に発売予定で製作を進めていたが、発売日直前にジャケットに誤表記があることが判明し良品製造作業を行う為、2月18日に延期となった。iTMSでは予定通りに配信されたため、結果的に先行配信という形になった。
また、当初は2か月連続リリース第1弾シングルという位置づけであったが、次作「集結の園へ」も諸事情により発売延期となったため、銘打ちは撤回となった。ちなみに、付属の『スレイヤーズEVOLUTION-R』仕様のカバージャケット裏の「集結の園へ」発売告知には、当初の予定であった「3月11日発売」と表記されている。
本作、次作と立て続けでの発売延期発表となった事態を受け、スタッフの宿利剛は『林原めぐみのTokyo Boogie Night』（#876）にハガキを送り、林原めぐみを通じて謝罪した。

## 曲の解説
曲自体は、両曲ともに林原めぐみがパーソナリティを務めるラジオで『スレイヤーズEVOLUTION-R』の放送前から流されていた。林原自身は曲がかけられることを楽しみにしていたようで、曲が番組でかけられるようになった際には「やっとかけられる」「1番だけかよ」「2曲かけちゃった」など、また、シングル発売後には「全部流しちゃった」、「ここまで本当に長かった」などの発言をしていた。
Front breaking
- 曲名は「Plenty of grit」と同じく林原による造語であり、「正面突破」の意。
- 歌詞中には曲名が意味する「正面突破」の言葉が使用されている。また、この曲の歌詞の一節は、カップリング曲「砂時計」にリンクしている。
- 複数の曲を聴いて選ばれたが、スレイヤーズの楽曲となると何故か、自然と佐藤英敏の曲を選ぶらしい[6]。
- 制作および収録時期は2008年10月以前だが、発表時期が受験シーズンと重なったこともあってか、『林原めぐみのTokyo Boogie Night』では「応援ソング」とコメントしたことがある。

砂時計
- 曲名の「砂時計」は、タイトル曲「Front breaking」の歌詞の一節にリンクしたネーミングになっている。
- 作詞した林原曰く、『スレイヤーズ』に登場するキャラクターのうち、脇役（主に敵側）たちとそれらが抱える感情にスポットを当てたとのこと[6]。

## 収録曲
（全作詞：MEGUMI）
1. Front breaking [3:44]
作曲：佐藤英敏、編曲：五島翔
  - AT-X放送のテレビアニメ『スレイヤーズEVOLUTION-R』オープニングテーマ（第1話 - 第12話[注 1]）
2. 砂時計 [4:12]
作曲・編曲：矢吹俊郎
  - AT-X放送のテレビアニメ『スレイヤーズEVOLUTION-R』エンディングテーマ（第1話 - 第12話[注 2]）
3. Front breaking 〜Off Vocal Version〜 [3:43]
4. 砂時計 〜Off Vocal Version〜 [4:11]

## 収録アルバム
| 曲名           | 収録アルバム                                                     | 発売日         | 規格品番        |
| -------------- | ---------------------------------------------------------------- | -------------- | --------------- |
| Front breaking | 『CHOICE』                                                       | 2010年7月21日  | KICS-1548       |
| Front breaking | 『「林原めぐみ 1st LIVE -あなたに会いに来て-」配信限定アルバム』 | 2017年12月13日 | NOPA-1644       |
| Front breaking | 『スレイヤーズMEGUMIXXX』                                        | 2020年3月25日  | KICA-2573〜2575 |
| 砂時計         | 『CHOICE』                                                       | 2010年7月21日  | KICS-1548       |
| 砂時計         | 『スレイヤーズMEGUMIXXX』                                        | 2020年3月25日  | KICA-2573〜2575 |